# Wikariat apostolski Puerto Princesa
Wikariat apostolski Puerto Princesa – rzymskokatolicka diecezja na Filipinach. Podlega bezpośrednio pod Stolicę Apostolską. Powstał w 1910 jako prefektura apostolska Palawan. W 1955 ustanowiony wikariatem apostolskim Palawan. Pod obecną nazwą od 2002.

## Biskupi
- Vittoriano Román Zárate di S. Giuseppe † (1911 - 1938)
- Leandro Nieto y Bolandier, OAR † (1938 - 1953)
- Gregorio Espiga e Infante, OAR † (1954 - 1987)
- Francisco C. San Diego (1987 - 1995)
- Pedro D. Arigo (1996 - 2016)
- Socrates Mesiona, MSP od 2016